# Monument la mormântul comun al ostașilor căzuți în 1944 (Novocotovsc)
Monumentul la mormântul comun al ostașilor căzuți în 1944 este un monument amplasat în Novocotovsc, Unitățile Administrativ-Teritoriale din Stînga Nistrului, Republica Moldova. Este un monument istoric de importanță națională inclus în Registrul monumentelor Republicii Moldova ocrotite de stat cu nr. 1331 (raionul Slobozia). Datează din 1963.